# Gora, Cerknica
Gora je naselje v Občini Cerknica.